# National Academy of Recording Arts and Sciences

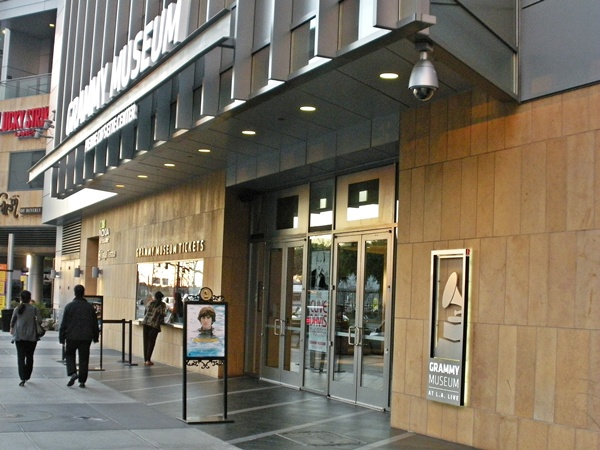
Entrée du Grammy Museum dans le L.A. Live.

La National Academy of Recording Arts and Sciences (NARAS), aussi connue comme la Recording Academy, est un organisme américain de musiciens, producteurs, ingénieurs du son et autres personnes de l'industrie musicale. Il est basé à Santa Monica. La Recording Academy est notamment connue du grand public pour ses Grammy Awards.